# Franziskaner
La Franziskaner est une marque de Weizenbier ou Weissbier brassée à Munich par la brasserie Spaten-Franziskaner-Bräu.
La brasserie, attestée dès 1363 est l'une des plus anciennes de Munich. Son nom vient du fait qu'elle était alors installée à proximité d'un couvent de Franciscains. 
Elle est achetée en 1863 par Josef Sedlmayr, frère de l'illustre maître-brasseur de Spaten, Gabriel Sedlmayr. En 1922, les deux brasseries fusionnent, formant une société par actions.
La première Weizenbier de la brasserie est lancée en 1964 sous le nom de Spaten Champagner Weissbier ; elle est renommée Franziskaner Hefe-Weissbier en 1974.

## Variétés

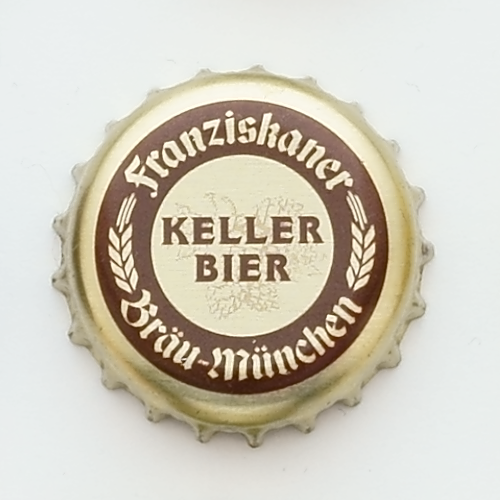
Capsule de la bière Keller Bier de Franziskaner.

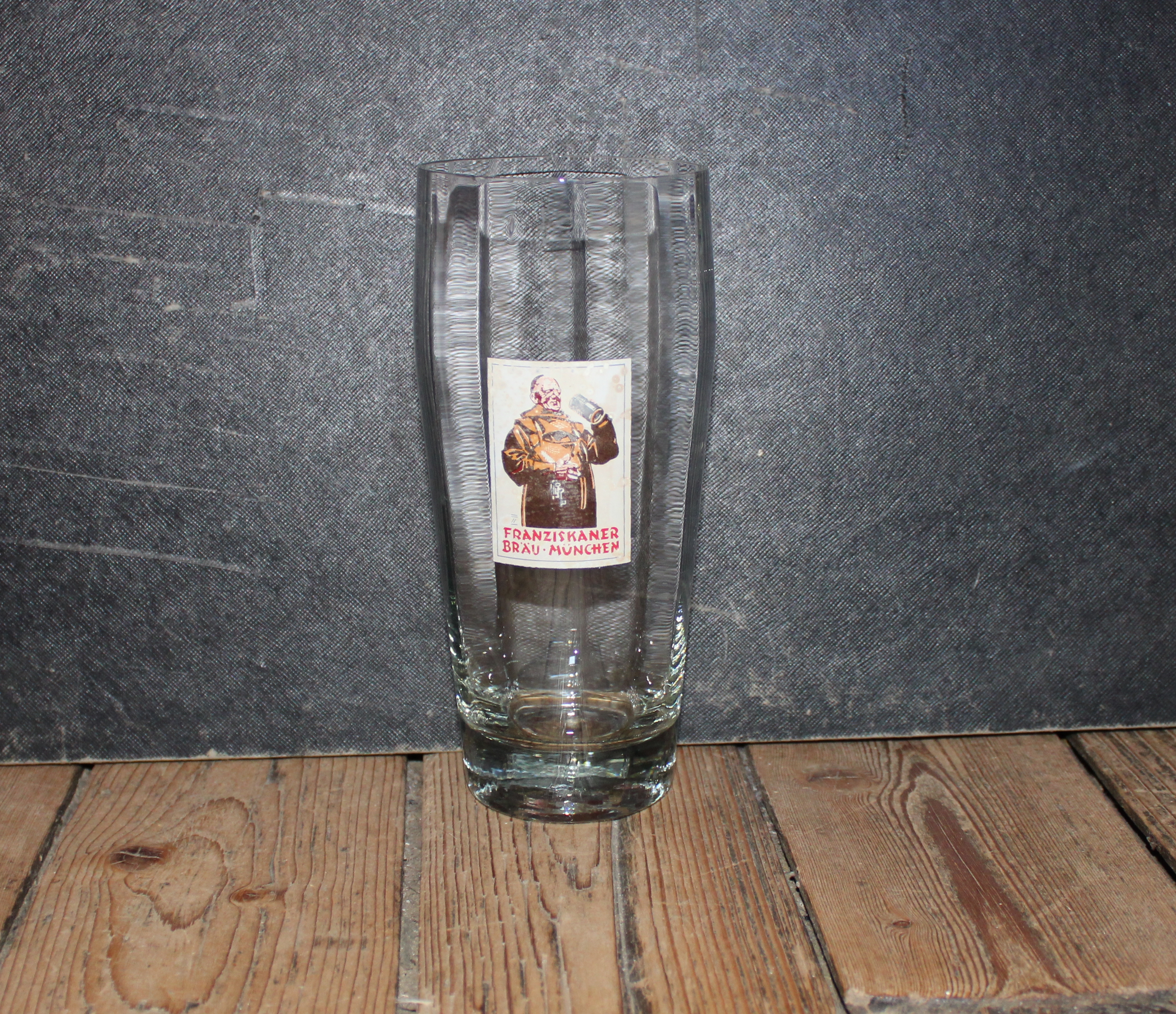
Vieux verre à bière biseauté "Franziskäner Bräu München"

Toutes les bières sont censées être brassées selon la loi de pureté de 1516 (Reinheitsgebot), bien qu'elles contiennent du blé et non seulement de l'orge.
Les différentes bières de la marque sont :
- Franziskaner Hefe-Weissbier Hell
- Franziskaner Hefe-Weissbier Dunkel
- Franziskaner Weissbier "Kristallklar"
- Franziskaner Hefe-Weissbier légère
- Franziskaner Hefe-Weissbier sans alcool